# Yphthimoides angularis
Yphthimoides angularis är en fjärilsart som beskrevs av Butler 1867. Yphthimoides angularis ingår i släktet Yphthimoides och familjen praktfjärilar. Inga underarter finns listade i Catalogue of Life.